# Agente 070 - Thunderbay missione Grasshopper
Agente 070 - Thunderbay missione Grasshopper è un film del 1966 diretto da Burton van Hooven, pseudonimo di Oscar De Fina.

## Trama
Dan Cooper riceve l'incarico di indagare su chi ha commesso l'omicidio di un collega. La pista conduce a una banda di contrabbandieri di diamanti.